# Medeolaria
Medeolariales (лат.) — порядок аскомицетовых грибов. Порядок является монотипным, в его состав входит вид Medeolaria farlowii Thaxter, 1922, описанный в роде Medeolaria Thaxter, 1922 и семействе Medeolariaceae Korf. Этот вид является паразитным грибом растения из семейства Лилейные (Liliaceae) вида Medeola virginiana.